# Pedro Zaraza (khu tự quản)
Pedro Zaraza là một khu tự quản thuộc bang Guárico, Venezuela. Thủ phủ của khu tự quản Pedro Zaraza đóng tại Zaraza. Khự tự quản Pedro Zaraza có diện tích 2410 km2, dân số theo điều tra dân số ngày 21 tháng 10 năm 2001 là 54168 người.